# Prope
Prope (株式会社プロペ?, Kabushiki-gaisha Purope) è un'azienda giapponese di videogiochi fondata nel 2006 da Yūji Naka. Il suo nome deriva dalla parola latina prope.
Oltre la linea Let's per Wii composta dai giochi Let's Tap e Let's Catch, Prope ha sviluppato i titoli multipiattaforma Ivy the Kiwi? e Rodea the Sky Soldier. Ai videogiochi per console Nintendo si aggiungono i giochi per dispositivi mobili come Kodama.
In seguito alla pubblicazione di un articolo di Siliconera, in cui si ipotizzava il fallimento dell'azienda giapponese nell'aprile 2017, Naka ha risposto su Twitter che dalla fine dell'aprile 2017 le dimensioni della società si sono ridotte ad una persona sola e il suo coinvolgimento nell'azienda è limitato ai fine settimana, dato che dal gennaio 2018 è stato assunto da Square Enix.